# Nederlandse kampioenschappen kunstschaatsen
De Nederlandse kampioenschappen kunstschaatsen vormen samen een jaarlijks evenement dat door de KNSB-sectie kunstrijden wordt georganiseerd.
Nationale titels kunnen tegenwoordig gewonnen worden in de toernooien bij de mannen en vrouwen solo, bij de paren, in het ijsdansen en bij het synchroonschaatsen (ook als formatieschaatsen bekend) bij zowel de senioren, junioren, advanced novice en basic novice (in het verleden de A-, B- en C-junioren).
Het eerste, nog officieuze, NK werd in 1950 in Den Haag verreden in de categorieën mannen en vrouwen senioren. In 1951 werd eveneens in Den Haag het eerste officiële NK verreden, ook alleen voor de senioren mannen en vrouwen.
Het senioren vrouwen kampioenschap is het enige kampioenschap dat van 1950-2022 alle 72 keren is verreden (in 2021 vonden geen kampioenschappen plaats in verband met de coronapandemie), alleen in 1965 is de nationale titel niet toegekend. Het kampioenschap voor de senioren paren is maar zesmaal toegekend (1994-1996, 2019-2020 en 2022).
Van 2017-2020 werden de vergeven nationale titels verdiend bij de internationale wedstrijd Challenge Cup welke in De Uithof te Den Haag plaatsvonden.
De succesvolste Nederlandse kunstschaatsers in de geschiedenis zijn Sjoukje Dijkstra, Joan Haanappel en Dianne de Leeuw. Dijkstra en De Leeuw wonnen een of meerdere medailles op de drie belangrijkste internationale kampioenschappen, de Olympische Spelen, de wereld- en de Europese kampioenschappen. Haanappel veroverde drie medailles bij de Europese kampioenschappen.

## Nationale kampioenschappen
Eerste-laatste vergeven titel in jaar:
| Categorie  | Mannen    | Vrouwen   | Paren     | IJsdansen | Synchroonschaatsen |
| ---------- | --------- | --------- | --------- | --------- | ------------------ |
| Senioren   | 1950-2020 | 1950-2022 | 1994-2022 | 1956-2022 | 1998-2016          |
| Junioren   | 2003-2020 | 1993-2022 | 2009-2019 | 1993-2012 | 1999-2016          |
|            |           |           |           |           |                    |
| Junioren A | 1975-1998 | 1973-1998 | 1994-1996 | 1989-1998 |                    |

## Nationale kampioenen

### Senioren
N.B. Lege cellen betekent dat in dat jaar geen deelnemer(s) in de betreffende categorie deelnam(en) en/of de titel niet vergeven werd.
| Jaar | Plaats     | Mannen               | Vrouwen                               | Paren                           | IJsdansen                                 | Synchroonschaatsen  |
| ---- | ---------- | -------------------- | ------------------------------------- | ------------------------------- | ----------------------------------------- | ------------------- |
| 1948 | Den Haag   | Paul Engelfriet      | J. Mathyi                             |                                 | Lieneke van Dien Paul Engelfriet          |                     |
| 1950 | Den Haag   | Paul Engelfriet      | Rietje van Erkel                      |                                 |                                           |                     |
| 1951 | Den Haag   | Paul Engelfriet      | Lidy Stoppelman                       |                                 |                                           |                     |
| 1952 | Den Haag   |                      | Lidy Stoppelman                       |                                 |                                           |                     |
| 1953 | Den Haag   |                      | Lidy Stoppelman                       |                                 |                                           |                     |
| 1954 | Den Haag   |                      | Nellie Maas                           |                                 |                                           |                     |
| 1955 | Den Haag   |                      | Joan Haanappel                        |                                 |                                           |                     |
| 1956 | Den Haag   |                      | Joan Haanappel                        |                                 | Catharina Odink Jacobus Odink             |                     |
| 1957 | Den Haag   |                      | Joan Haanappel                        |                                 | Catharina Odink Jacobus Odink             |                     |
| 1958 | Den Haag   | Wouter Toledo        | Joan Haanappel                        |                                 | Catharina Odink Jacobus Odink             |                     |
| 1959 | Den Haag   | Wouter Toledo        | Sjoukje Dijkstra                      |                                 | Catharina Odink Jacobus Odink             |                     |
| 1960 | Den Haag   | Wouter Toledo        | Sjoukje Dijkstra                      |                                 | Catharina Odink Jacobus Odink             |                     |
| 1961 | Den Haag   | Wouter Toledo        | Sjoukje Dijkstra                      |                                 | Catharina Odink Jacobus Odink             |                     |
| 1962 | Den Haag   | Wouter Toledo        | Sjoukje Dijkstra                      |                                 | Jopie Wolff Nico Wolff                    |                     |
| 1963 | Den Haag   | Wouter Toledo        | Sjoukje Dijkstra                      |                                 | Jopie Wolff Nico Wolff                    |                     |
| 1964 | Den Haag   | Wouter Toledo        | Sjoukje Dijkstra                      |                                 | Jopie Wolff Nico Wolff                    |                     |
| 1965 | Den Haag   | Arnoud Hendriks      | niet toegekend aan Madeleine Hendriks |                                 | Truus Gerardts Ronald du Burck            |                     |
| 1966 | Den Haag   | Arnoud Hendriks      | Anneke Heijdt                         |                                 | Truus Gerardts Ronald du Burck            |                     |
| 1967 | Den Haag   | Arnoud Hendriks      | Anneke Heijdt                         |                                 | Truus Gerardts Ronald du Burck            |                     |
| 1968 | Den Haag   | Arnoud Hendriks      | Anneke Heijdt                         |                                 |                                           |                     |
| 1969 | Den Bosch  | Arnoud Hendriks      | Lia Does                              |                                 |                                           |                     |
| 1970 | Heerenveen | Arnoud Hendriks      | Lia Does                              |                                 |                                           |                     |
| 1971 | Eindhoven  | Arnoud Hendriks      | Dianne de Leeuw                       |                                 |                                           |                     |
| 1972 | Groningen  | Rob Ouwerkerk        | Dianne de Leeuw                       |                                 |                                           |                     |
| 1973 | Heerenveen | Rob Ouwerkerk        | Dianne de Leeuw                       |                                 |                                           |                     |
| 1974 | Amsterdam  | Rob Ouwerkerk        | Dianne de Leeuw                       |                                 |                                           |                     |
| 1975 | Den Haag   | Rob Ouwerkerk        | Dianne de Leeuw                       |                                 |                                           |                     |
| 1976 | Den Haag   |                      | Dianne de Leeuw                       |                                 |                                           |                     |
| 1977 | Amsterdam  |                      | Anne-Marie Verlaan                    |                                 |                                           |                     |
| 1978 | Tilburg    |                      | Astrid Jansen in de Wal               |                                 |                                           |                     |
| 1979 | Amsterdam  | Gerard van Hattem    | Astrid Jansen in de Wal               |                                 |                                           |                     |
| 1980 | Groningen  | Gerard van Hattem    | Astrid Jansen in de Wal               |                                 |                                           |                     |
| 1981 | Groningen  | Gerard van Hattem    | Rudina Pasveer                        |                                 |                                           |                     |
| 1982 | Eindhoven  | Ed van Campen        | Ingrid Aalders                        |                                 |                                           |                     |
| 1983 | Heerenveen | Ed van Campen        | Li Scha Wang                          |                                 |                                           |                     |
| 1984 | Zoetermeer | Ed van Campen        | Li Scha Wang                          |                                 |                                           |                     |
| 1985 | Den Bosch  | Ed van Campen        | Tjin Li Wang                          |                                 |                                           |                     |
| 1986 | Eindhoven  | Alcuin Schulten      | Li Scha Wang                          |                                 |                                           |                     |
| 1987 | Zoetermeer | Alcuin Schulten      | Li Scha Wang                          |                                 |                                           |                     |
| 1988 | Groningen  | Alcuin Schulten      | Astrid Winkelman                      |                                 | Joanne van Leeuwen Eerde van Leeuwen      |                     |
| 1989 | Geleen     | Alcuin Schulten      | Jeltje Schulten                       |                                 | Joanne van Leeuwen Eerde van Leeuwen      |                     |
| 1990 | Groningen  | Alcuin Schulten      | Astrid Winkelman                      |                                 | Joanne van Leeuwen Eerde van Leeuwen      |                     |
| 1991 | Amsterdam  | Marcus Deen          | Marion Krijgsman                      |                                 | Joanne van Leeuwen Eerde van Leeuwen      |                     |
| 1992 | Den Haag   | Alcuin Schulten      | Marion Krijgsman                      |                                 | Joanne van Leeuwen Eerde van Leeuwen      |                     |
| 1993 | Heerenveen | Marcus Deen          | Monique van der Velden                |                                 | Chouw Lan Chan Arthur Kosten              |                     |
| 1994 | Zoetermeer | Marcus Deen          | Monique van der Velden                | Jeltje Schulten Alcuin Schulten | Anita Chaudhari Hans 't Hart              |                     |
| 1995 | Tilburg    | Marcus Deen          | Monique van der Velden                | Jeltje Schulten Alcuin Schulten | Anita Chaudhari Hans 't Hart              |                     |
| 1996 | Zoetermeer | Marcus Deen          | Georgina de Wit                       | Jeltje Schulten Alcuin Schulten |                                           |                     |
| 1997 | Groningen  | Marcus Deen          | Selma Duijn                           |                                 |                                           |                     |
| 1998 | Tilburg    | Thomas Hopman        | Marion Krijgsman                      |                                 |                                           | Duke Town Diamonds  |
| 1999 | Tilburg    | Maurice Lim          | Marion Krijgsman                      |                                 |                                           | Duke Town Diamonds  |
| 2000 | Amsterdam  | Maurice Lim          | Karen Venhuizen                       |                                 | Marie-Louise Gijtenbeek Xander Gijtenbeek | Duke Town Diamonds  |
| 2001 | Eindhoven  | Thomas Hopman        | Karen Venhuizen                       |                                 | Marie-Louise Gijtenbeek Xander Gijtenbeek | Duke Town Diamonds  |
| 2002 | Groningen  |                      | Karen Venhuizen                       |                                 | Marie-Louise Gijtenbeek Xander Gijtenbeek | Duke Town Diamonds  |
| 2003 | Amsterdam  | Thomas Hopman        | Karen Venhuizen                       |                                 | Marie-Louise Gijtenbeek Xander Gijtenbeek | Duke Town Diamonds  |
| 2004 | Groningen  |                      | Karen Venhuizen                       |                                 | Marie-Louise Gijtenbeek Xander Gijtenbeek | Duke Town Diamonds  |
| 2005 | Den Haag   | Ruben Reus           | Karen Venhuizen                       |                                 | Marie-Louise Gijtenbeek Xander Gijtenbeek | Duke Town Diamonds  |
| 2006 | Den Bosch  | Christian Gijtenbeek | Karen Venhuizen                       |                                 | Marie-Louise Gijtenbeek Xander Gijtenbeek | Duke Town Diamonds  |
| 2007 | Utrecht    | Christian Gijtenbeek | Karen Venhuizen                       |                                 |                                           | Team Energie Ice    |
| 2008 | Tilburg    | Christian Gijtenbeek | Karen Venhuizen                       |                                 |                                           |                     |
| 2009 | Heerenveen | Boyito Mulder        | Manouk Gijsman                        |                                 |                                           | Duke Town Diamonds  |
| 2010 | Eindhoven  | Boyito Mulder        | Manouk Gijsman                        |                                 |                                           | Duke Town Diamonds  |
| 2011 | Groningen  | Boyito Mulder        | Joyce den Hollander                   |                                 |                                           |                     |
| 2012 | Tilburg    | Boyito Mulder        | Manouk Gijsman                        |                                 |                                           |                     |
| 2013 | Dordrecht  | Florian Gostelie     | Michelle Couwenberg                   |                                 |                                           |                     |
| 2014 | Amsterdam  | Thomas Kennes        | Eva Lim                               |                                 |                                           | Kids on Ice seniors |
| 2015 | Den Bosch  | Thomas Kennes        | Niki Wories                           |                                 |                                           | Team Ice United     |
| 2016 | Den Haag   | Thomas Kennes        | Niki Wories                           |                                 |                                           | Team Ice United     |
| 2017 | Den Haag   | Thomas Kennes        | Niki Wories                           |                                 |                                           |                     |
| 2018 | Den Haag   | Michel Tsiba         | Niki Wories                           |                                 |                                           |                     |
| 2019 | Den Haag   | Thomas Kennes        | Niki Wories                           | Liubov Efimenko Dmitry Epstein  |                                           |                     |
| 2020 | Den Haag   | Thomas Kennes        | Niki Wories                           | Daria Danilova Michel Tsiba     | Chelsea Verhaegh Sherim van Geffen        |                     |
|      |            |                      |                                       |                                 |                                           |                     |
| 2022 | Tilburg    |                      | Lindsay van Zundert                   | Daria Danilova Michel Tsiba     |                                           |                     |
|      |            |                      |                                       |                                 |                                           |                     |
| 2024 | Tilburg    |                      |                                       |                                 | Chelsea Verhaegh Sherim van Geffen        |                     |

### Junioren
N.B. Lege cellen betekent dat in dat jaar geen deelnemer(s) in de betreffende categorie deelnam(en) en/of de titel niet vergeven werd.
| Jaar       | Plaats     | Jongens            | Meisjes                   | Paren                          | IJsdansen                          | Synchroonschaatsen                               |
| A-junioren | A-junioren | A-junioren         | A-junioren                | A-junioren                     | A-junioren                         | A-junioren                                       |
| ---------- | ---------- | ------------------ | ------------------------- | ------------------------------ | ---------------------------------- | ------------------------------------------------ |
| 1973       | Heerenveen |                    | Carrie Verlaan            |                                |                                    |                                                  |
| 1974       | Amsterdam  |                    | Herma van der Horst       |                                |                                    |                                                  |
| 1975       | Den Haag   | Gerard van Hattem  | Monique Verlaan           |                                |                                    |                                                  |
| 1976       | Den Haag   | Gerard van Hattem  | Karen Zandvoort           |                                |                                    |                                                  |
| 1977       | Amsterdam  | Eddy Hendrix       | Sylvia Holtes             |                                |                                    |                                                  |
| 1978       | Tilburg    | Eddy Hendrix       | Li Scha Wang              |                                |                                    |                                                  |
| 1979       | Amsterdam  | Koos van Hattem    | Margo van Dijk            |                                |                                    |                                                  |
| 1980       | Groningen  |                    | Micaëla Schilperoord      |                                |                                    |                                                  |
| 1981       | Groningen  |                    | Tjin Li Wang              |                                |                                    |                                                  |
| 1982       | Eindhoven  |                    | Barbara van den Hoogen    |                                |                                    |                                                  |
| 1983       | Heerenveen | Alex Vrancken      | Liselotte Schreppers      |                                |                                    |                                                  |
| 1984       | Zoetermeer | Alcuin Schulten    | Angelique Hegers          |                                |                                    |                                                  |
| 1985       | Den Bosch  | Johan van der Neut | Mireille van Bogget       |                                |                                    |                                                  |
| 1986       | Eindhoven  |                    | Astrid Winkelman          |                                |                                    |                                                  |
| 1987       | Zoetermeer | Alex Vrancken      | Daniëlla Roymans          |                                |                                    |                                                  |
| 1988       | Groningen  |                    | Linda van Andel           |                                |                                    |                                                  |
| 1989       | Geleen     | Marcus Deen        | Connie Stuiver            |                                | Marjo 't Hart Hans t Hart          |                                                  |
| 1990       | Groningen  | Martijn Nas        | Nancy Broeders            |                                | Marjo 't Hart Hans t Hart          |                                                  |
| 1991       | Amsterdam  | Laurens Geurts     | Charmaine Marechal        |                                |                                    |                                                  |
| 1992       | Den Haag   | Edwin Visser       | Katja Kossmayer           |                                | Anita Chaudhuri Robert Duyverman   |                                                  |
| Junioren   |            |                    |                           |                                |                                    |                                                  |
| 1993       | Heerenveen |                    | Katja Kossmayer           |                                | Anita Chaudhuri Robert Duyverman   |                                                  |
| 1994       | Zoetermeer | Thomas Hopman      | Haya Leenders             | Jessica Lim Maurice Lim (A-jr) |                                    |                                                  |
| 1995       | Tilburg    | Maurice Lim        | Sylvana Herrero (A-jr)    | Jessica Lim Maurice Lim (A-jr) |                                    |                                                  |
| 1996       | Zoetermeer | Maurice Lim        | Martine Zuiderwijk (A-jr) | Jessica Lim Maurice Lim (A-jr) |                                    |                                                  |
| 1997       | Groningen  |                    | Karin Janssens (A-jr)     |                                |                                    |                                                  |
| 1998       | Tilburg    | Maurice Lim        | Karen Venhuizen (A-jr)    |                                |                                    |                                                  |
| 1999       | Tilburg    |                    | Martine Zuiderwijk        |                                | Lisette Denkers Maurice Hamerslag  | Sweet Lake Pearls                                |
| 2000       | Amsterdam  |                    | Angelika Naaktgeboren     | Marylie de Jong Ben Koenderink |                                    | Sweet Lake Pearls                                |
| 2001       | Eindhoven  |                    | Joëlle Bastiaans          |                                |                                    | Sweet Lake Pearls                                |
| 2002       | Groningen  |                    | Emmie de Rooy             |                                |                                    | Duke Town Twinkle Stars                          |
| 2003       | Amsterdam  | Ruben Reus         | Kim van Bergenhenegouwen  |                                |                                    | Duke Town Twinkle Stars                          |
| 2004       | Groningen  | Ruben Reus         | Kim van Bergenhenegouwen  |                                |                                    | Team Supreme                                     |
| 2005       | Den Haag   |                    | Nathalie van Uffelen      |                                |                                    | Team Supreme                                     |
| 2006       | Den Bosch  |                    | Christel de Haan          |                                | Jill Bakker Jan Hübner             | Duke Town Twinkle Stars                          |
| 2007       | Utrecht    |                    | Eva Lim                   |                                | Jill Bakker Jan Hübner             | Duke Town Twinkle Stars                          |
| 2008       | Tilburg    | Boyito Mulder      | Manouk Gijsman            |                                |                                    |                                                  |
| 2009       | Heerenveen | Ben Koenderink     | Manon van Huijgevoort     |                                |                                    |                                                  |
| 2010       | Eindhoven  | Thomas Kennes      | Joyce den Hollander       | Rachel Epstein Dmitry Epstein  |                                    | Duke Town Twinkle Stars                          |
| 2011       | Groningen  | Thomas Kennes      | Laura Penzio              | Rachel Epstein Dmitry Epstein  |                                    | titel niet toegekend aan Duke Town Twinkle Stars |
| 2012       | Tilburg    | Thomas Kennes      | Kim Bell                  | Rachel Epstein Dmitry Epstein  | Auvikki de Boon Tanner White (Can) | Duke Town Twinkle Stars                          |
| 2013       | Dordrecht  | Thomas Kennes      | Niki Wories               | Rachel Epstein Dmitry Epstein  |                                    |                                                  |
| 2014       | Amsterdam  | Michel Tsiba       | Anne-Sophie Goossens      |                                |                                    | Kids on Ice juniors                              |
| 2015       | Den Bosch  | Erik Hruszowy      | Janne van den Biggelaar   |                                |                                    |                                                  |
| 2016       | Den Haag   | Erik Hruszowy      | Kyarha van Tiel           |                                |                                    | Illuminettes (KOI)                               |
| 2017       | Den Haag   | Michel Tsiba       | Daisy Vreenegoor          |                                |                                    |                                                  |
| 2018       | Den Haag   |                    | Caya Scheepens            |                                |                                    |                                                  |
| 2019       | Den Haag   |                    | Lindsay van Zundert       | Daria Danilova Michel Tsiba    |                                    |                                                  |
| 2020       | Den Haag   | Didier Dijkstra    | Lindsay van Zundert       |                                |                                    |                                                  |
|            |            |                    |                           |                                |                                    |                                                  |
| 2022       | Tilburg    |                    | Dani Loonstra             |                                |                                    |                                                  |

## Locaties
| Stad       | Aantal | in: |
| ---------- | ------ | --- |
| Den Haag   | 28     | 1950, 1951, 1952, 1953, 1954, 1955, 1956, 1957, 1958, 1959 1960, 1961, 1962, 1963, 1964, 1965, 1966, 1967, 1968, 1975 1976, 1992, 2005, 2016, 2017, 2018, 2019, 2020 |
| Groningen  | 09     | 1972, 1980, 1981, 1988, 1990, 1997, 2002, 2004, 2011 |
| Amsterdam  | 07     | 1974, 1977, 1979, 1991, 2000, 2003, 2014 |
| Tilburg    | 07     | 1978, 1995, 1998, 1999, 2008, 2012, 2022 |
| Heerenveen | 05     | 1970, 1973, 1983, 1993, 2009 |
| Eindhoven  | 05     | 1971, 1982, 1986, 2001, 2010 |
| Zoetermeer | 04     | 1984, 1987, 1994, 1996 |
| Den Bosch  | 04     | 1969, 1985, 2006, 2015 |
| Geleen     | 01     | 1989 |
| Utrecht    | 01     | 2007 |
| Dordrecht  | 01     | 2013 |